# Ruta Estatal de Alabama 35
La Ruta Estatal de Alabama 35, y abreviada SR 35 (en inglés: Alabama State Route 35) es una carretera estatal estadounidense ubicada en el estado de Alabama. La carretera inicia en el Sur desde la AL 9     cerca de Cedar Bluff en sentido Norte hasta finalizar en la US 72     cerca de Woodville. La carretera tiene una longitud de 80 km (50 mi).

## Mantenimiento
Al igual que las autopistas interestatales, y las rutas federales y el resto de carreteras estatales, la Ruta Estatal de Alabama 35 es administrada y mantenida por el Departamento de Transporte de Alabama por sus siglas en inglés ALDOT.

## Cruces
La Ruta Estatal de Alabama 35 es atravesada principalmente por los siguientes cruces:

 AL 68     en Gaylesville
 AL 273     en Blanche
 AL 176     cerca de Fort Payne
 US 11     en Fort Payne
I-59 en Fort Payne
 AL 75     en Rainsville
 AL 71     en Section
 AL 40     cerca de Scottsboro
 US 72     en Scottsboro
 AL 79     cerca de Scottsboro